# Villespassans
Villespassans är en kommun i departementet Hérault i regionen Occitanien i södra Frankrike. Kommunen ligger i kantonen Saint-Chinian som tillhör arrondissementet Béziers. År 2022 hade Villespassans 186 invånare.

## Befolkningsutveckling
Antalet invånare i kommunen Villespassans
Referens:INSEE